# Sévaz
Sévaz [seva] (Sîva en patois fribourgeois) est une localité et une commune suisse du canton de Fribourg, située dans le district de la Broye.

## Géographie

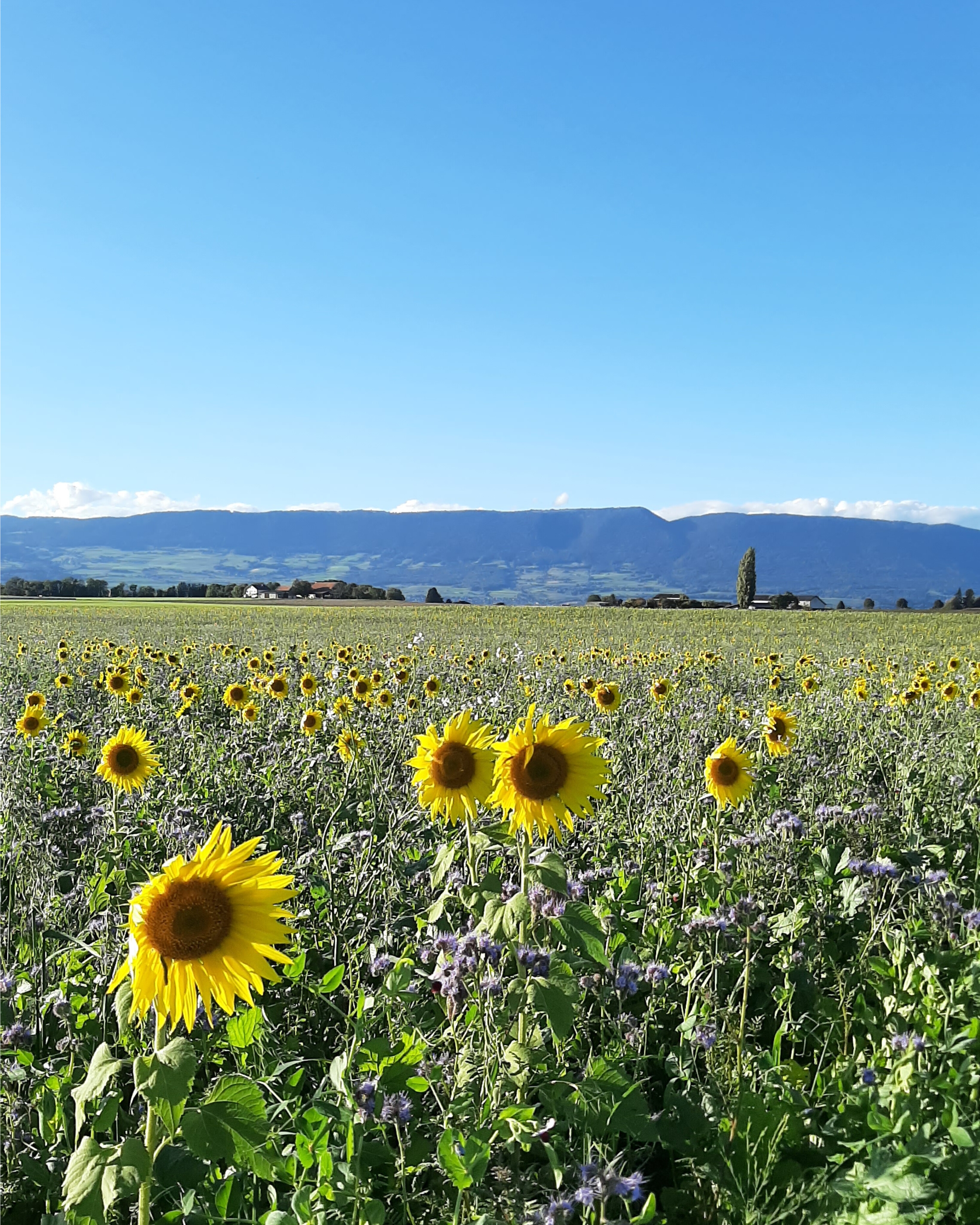
Champs de tournesols à Sévaz ; en fond les montagnes du Jura vaudois et neuchâtelois

Sévaz mesure 2,5 km2. 8,9 % de cette superficie correspond à des surfaces d'habitat ou d'infrastructure, 87,0 % à des surfaces agricoles, 2,0 % à des surfaces boisées et 2,0 % à des surfaces improductives.
Sévaz est limitrophe des communes d'Estavayer et Les Montets.
En direction de Montbrelloz, se trouvent deux surfaces boisées : La Dzorèta dè Sîva (qui signifie "la petite forêt de Sévaz" en fribourgeois) et la forêt de La Tsapala, située sur la route de la Chapelle.

## Histoire

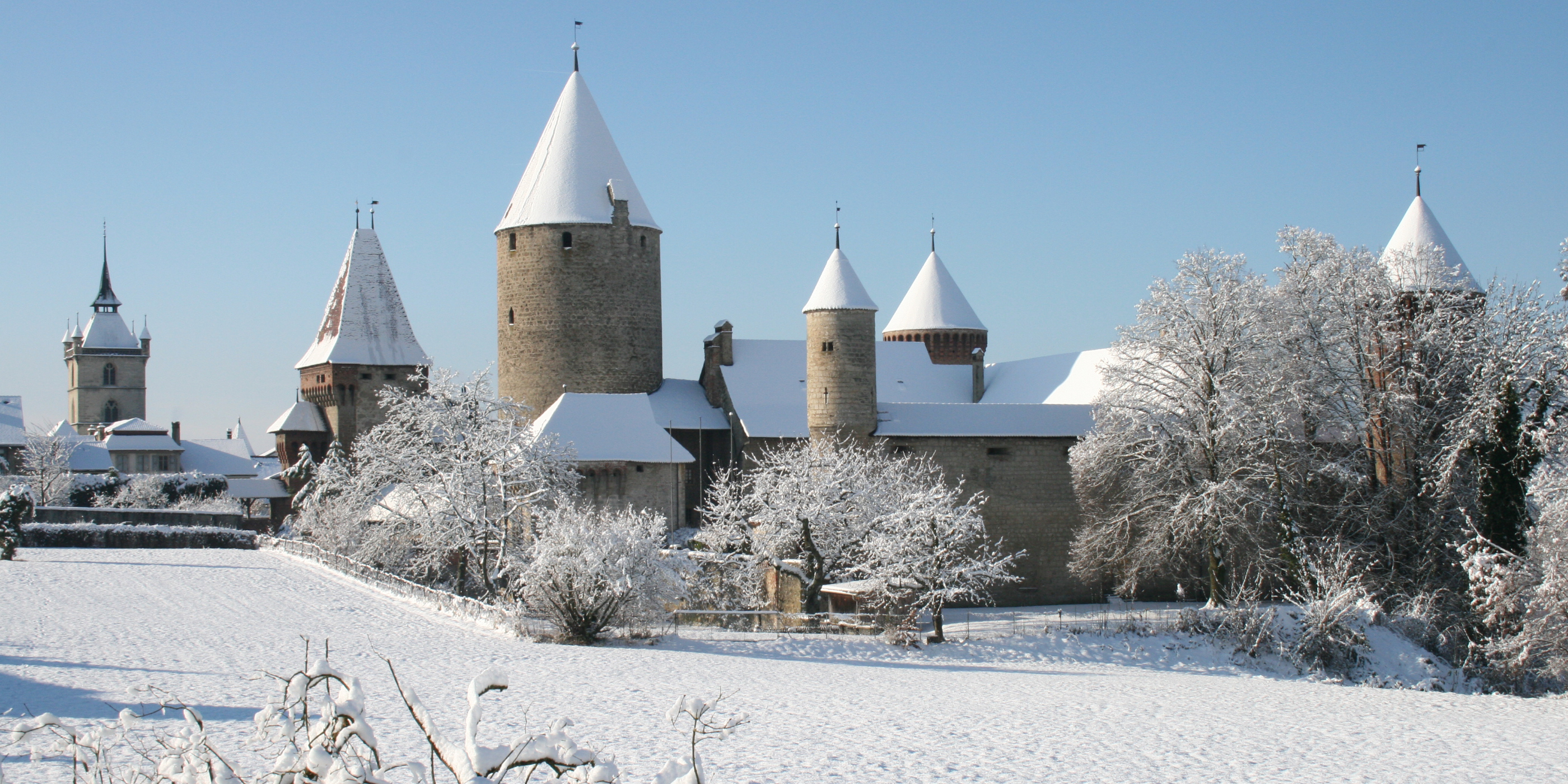
Le château de Chenaux, fief de la Seigneurie d'Estavayer

Au douzième siècle, un prieuré du Valais affilié au couvent de Saint-Bernard de Montjoux fut établi à Sévaz. Au quatorzième siècle, les seigneurs d'Estavayer donnèrent l'ordre de défricher les forêts environnantes.
Le village fut en grande partie détruit par un incendie majeur les 2 et 3 octobre 1847. À cette époque, il n'y avait pas de système de lutte contre les incendies et on dépendait uniquement des puits privés pour l'eau. Les habitants du village ont combattu les flammes avec des seaux d'eau.

## Toponymie
Le nom de la commune, qui se prononce [seva], dérive du latin silva, la forêt.
Sa première occurrence écrite date de 1056, sous la forme de Silvam.
La commune se nomme Sîva en patois fribourgeois.
En patois fribourgeois, le quartier de La Roche se nomme La Rotse ; le quartier des Essertons se nomme Lè j'Èchêton et le quartier de la Chapelle se nomme La Tsapala.

## Population et société

### Surnoms
Les habitants de la commune sont surnommés lè Bî-Vuetton et lè B'i Valè, soit les beaux-fils et les beaux garçons en patois fribourgeois.

### Démographie

#### Évolution de la population
La commune compte 314 habitants au 31 décembre 2023 pour une densité de population de 126 hab/km2. Sur la période 2010-2023, sa population a augmenté de 25,6 % (canton : 22,6 % ; Suisse : 9,4 %).  

#### Pyramide des âges
En 2023, le taux de personnes de moins de 30 ans s'élève à 33,7 %, au-dessous de la valeur cantonale (34,6 %). Le taux de personnes de plus de 60 ans est quant à lui de 19,5 %, alors qu'il est de 23 % au niveau cantonal.
La même année, la commune compte 161 hommes pour 153 femmes, soit un taux de 51,3 % d'hommes, supérieur à celui du canton (50 %).
| Hommes | Classe d’âge | Femmes |
| ------ | ------------ | ------ |
| 0,6    | 90 ans ou +  | 0,7    |
| 4,3    | 75 à 89 ans  | 7,8    |
| 13,7   | 60 à 74 ans  | 11,8   |
| 23,0   | 45 à 59 ans  | 24,2   |
| 24,2   | 30 à 44 ans  | 22,2   |
| 21,7   | 15 à 29 ans  | 17,6   |
| 12,4   | - de 14 ans  | 15,7   |

| Hommes | Classe d’âge | Femmes |
| ------ | ------------ | ------ |
| 0,4    | 90 ans ou +  | 1,0    |
| 6,4    | 75 à 89 ans  | 7,9    |
| 15,0   | 60 à 74 ans  | 15,3   |
| 21,2   | 45 à 59 ans  | 21,0   |
| 21,6   | 30 à 44 ans  | 21,2   |
| 18,6   | 15 à 29 ans  | 17,7   |
| 16,9   | - de 14 ans  | 15,9   |

## Économie
Sévaz est resté une commune agricole, avec des cultures céréalières, de betteraves et de maïs. 
Une zone industrielle est aménagée en 1981 et un quartier résidentiel en 1984.

## Patrimoine

### Chapelle St-Nicolas
La chapelle, de style architectural roman, est capable d'abriter 40 à 60 fidèles. Son chœur surélevé, révèle un autel en pierre, datant de la dernière restauration.
Cette chapelle est dédiée à Saint Nicolas de Myre, et compte parmi les édifices les plus anciens de la contrée. Son édification fut entreprise vers l'année 1167 par les Chanoines valaisans de Montjoux du Grand-Saint-Bernard. Jadis lieu de culte pour le prieuré hébergeant quelques moines, elle s'éleva au cœur d'une forêt généreuse, propriété du seigneur d'Estavayer. Ces vénérables religieux se virent confier la noble mission d'assainir et de bâtir un village agricole prospère.
Grâce à la présence des Chanoines, Sévaz pu jouir du statut de paroisse indépendante. Toutefois, lors de la Réforme en l'an 1536, les Moines durent céder leur demeure. Sévaz devint ainsi la propriété des Chanoines de Saint-Nicolas à Fribourg, et les dévots sévaziens se rattachèrent alors à la paroisse d'Estavayer jusqu'en l'an 1902. L'Évêque enjoignit les fidèles de se joindre à leurs frères de Bussy et de Morens afin d'ériger la paroisse d'aujourd'hui.

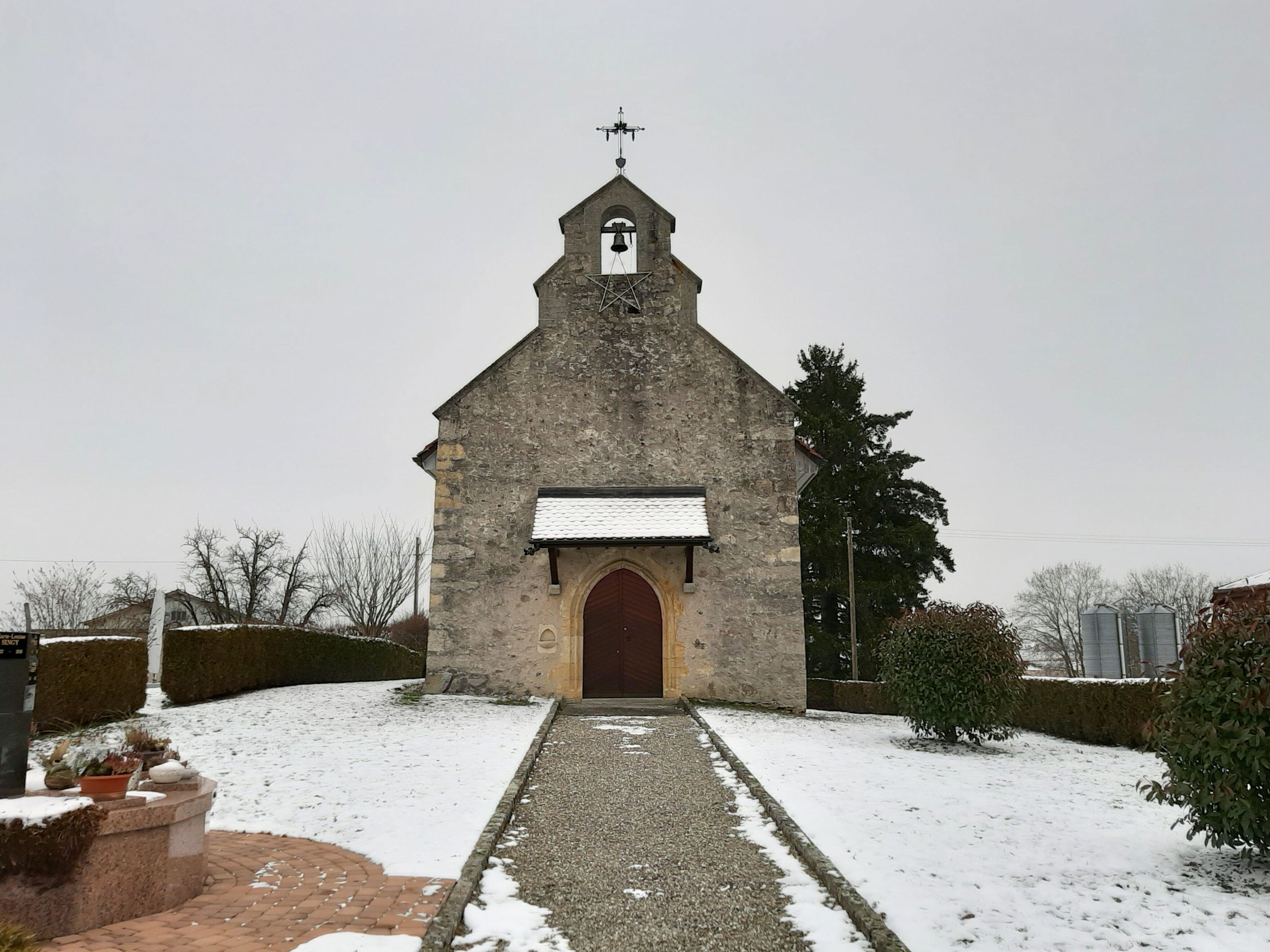
La chapelle St-Nicolas
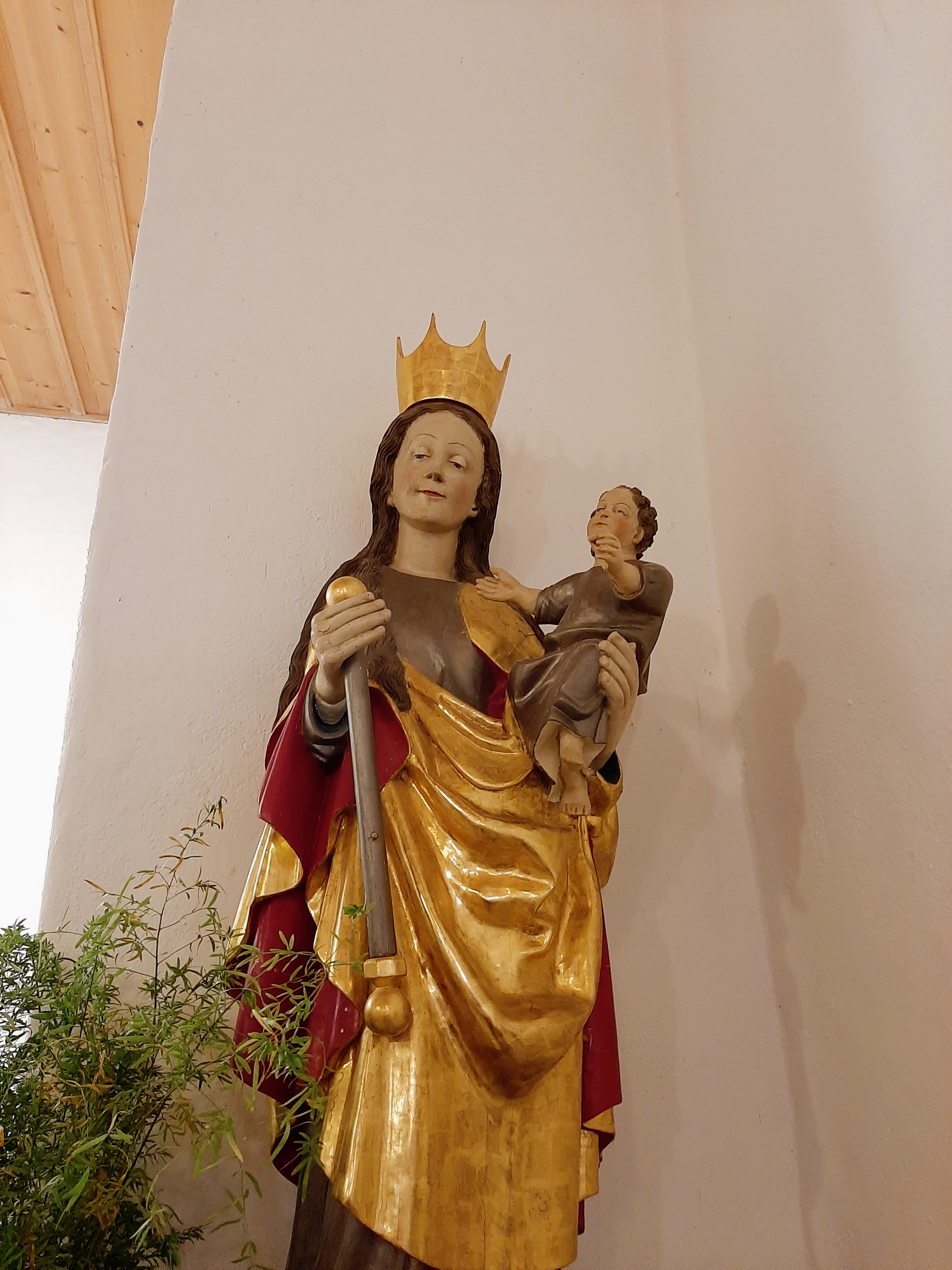
Représentation de Marie et de l'enfant Jésus dans la chapelle St-Nicolas.
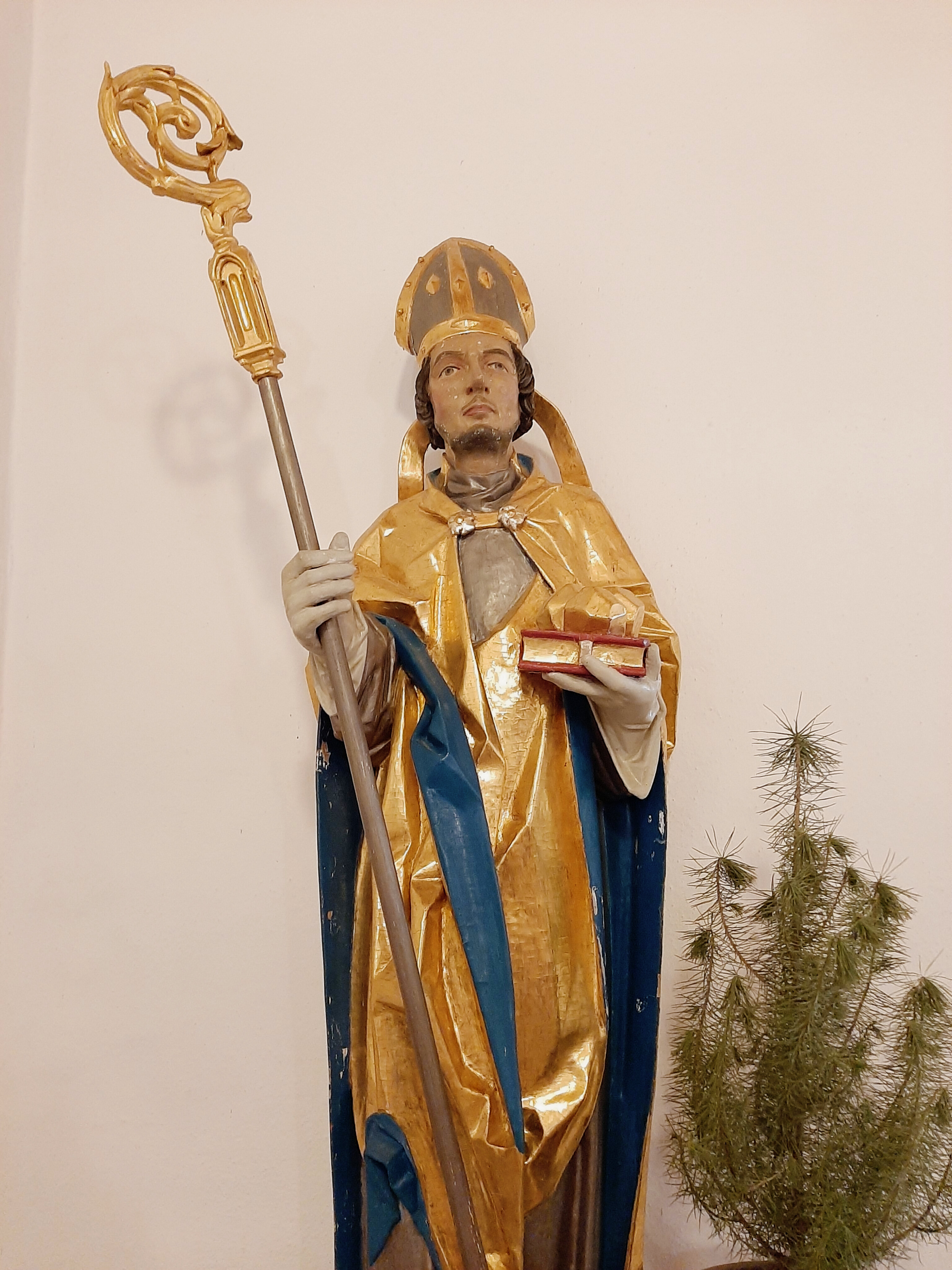
St-Nicolas
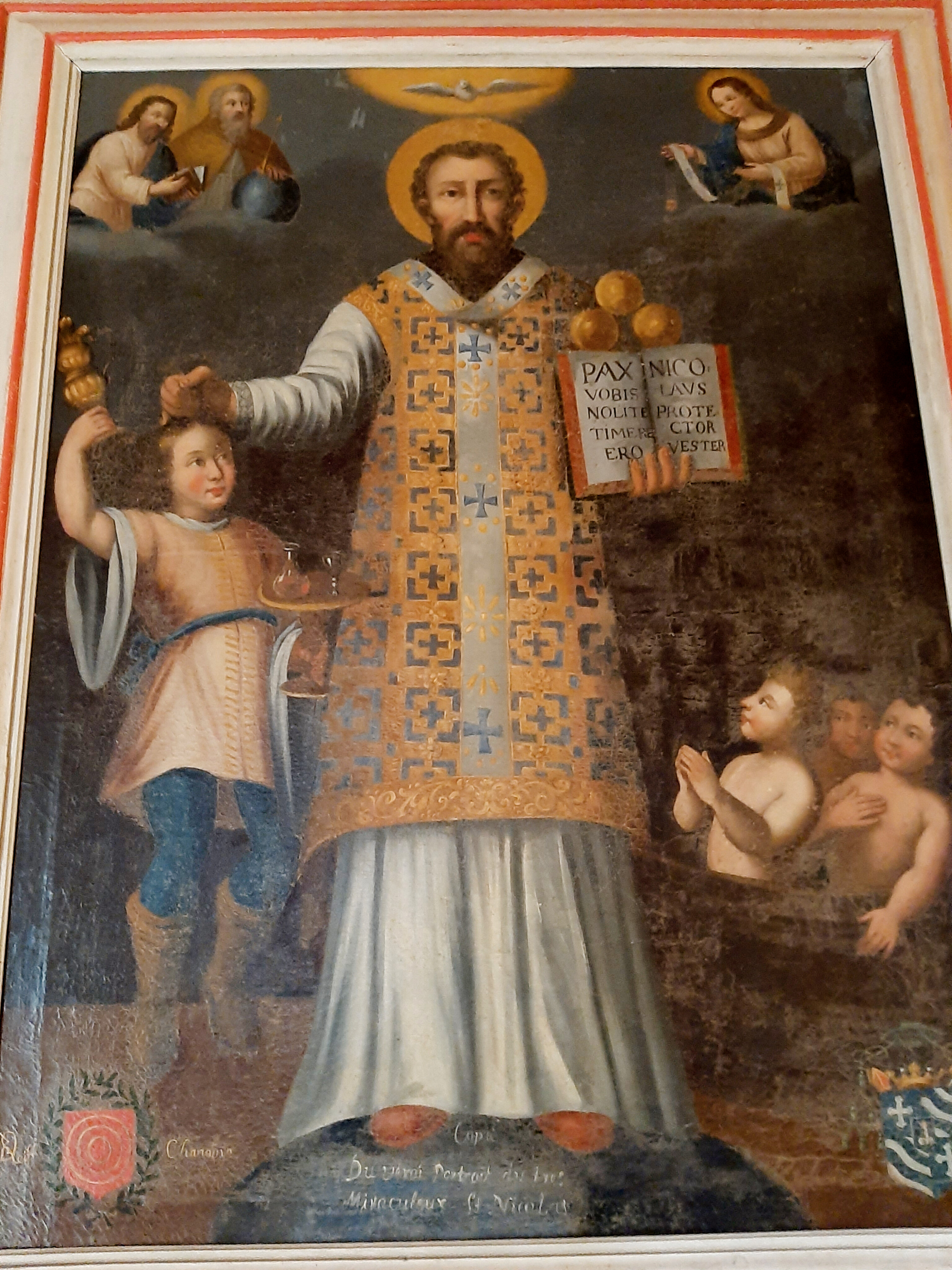
St-Nicolas.
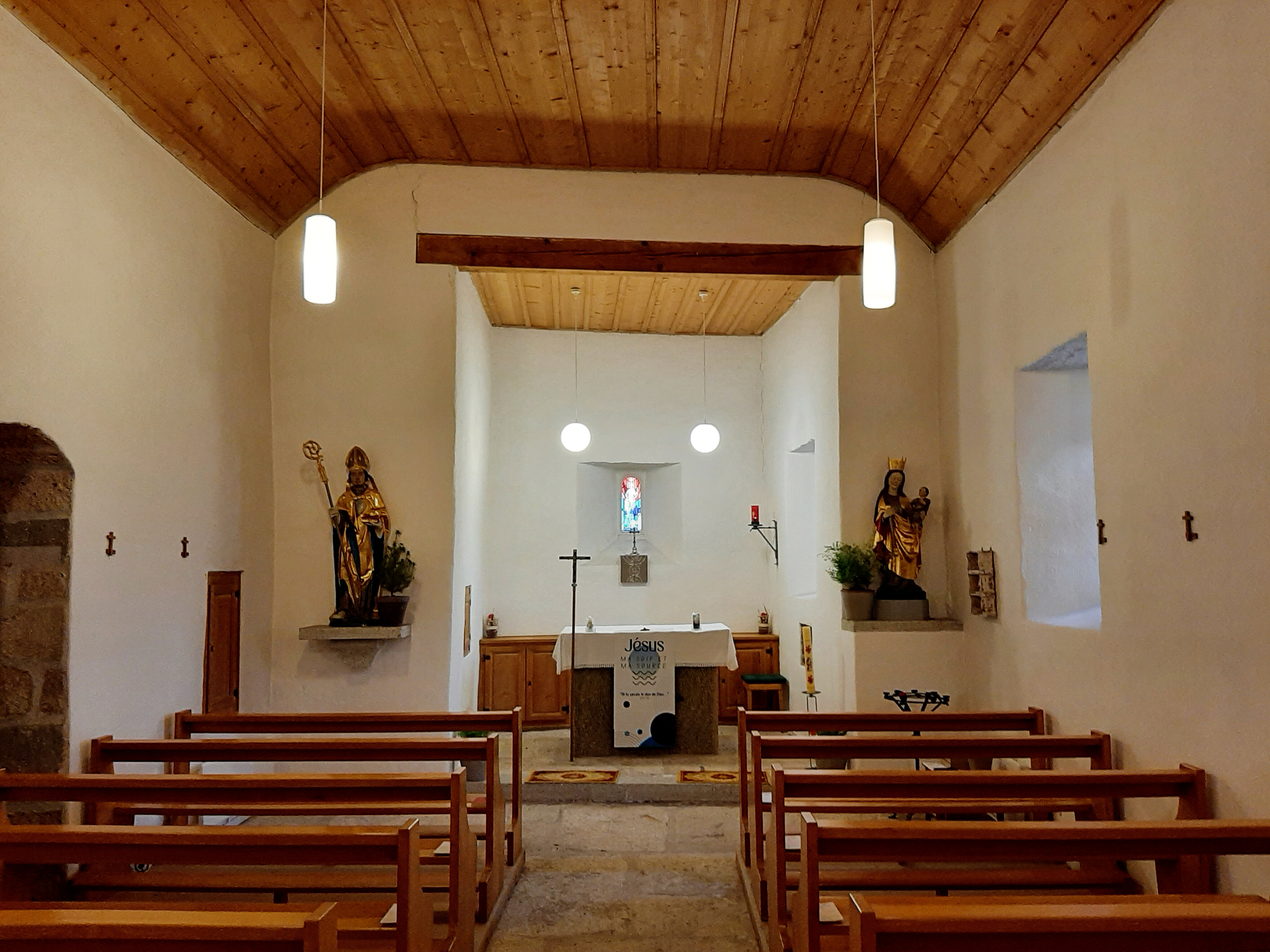
Intérieur de la chapelle de Sévaz.

### Costume traditionnel

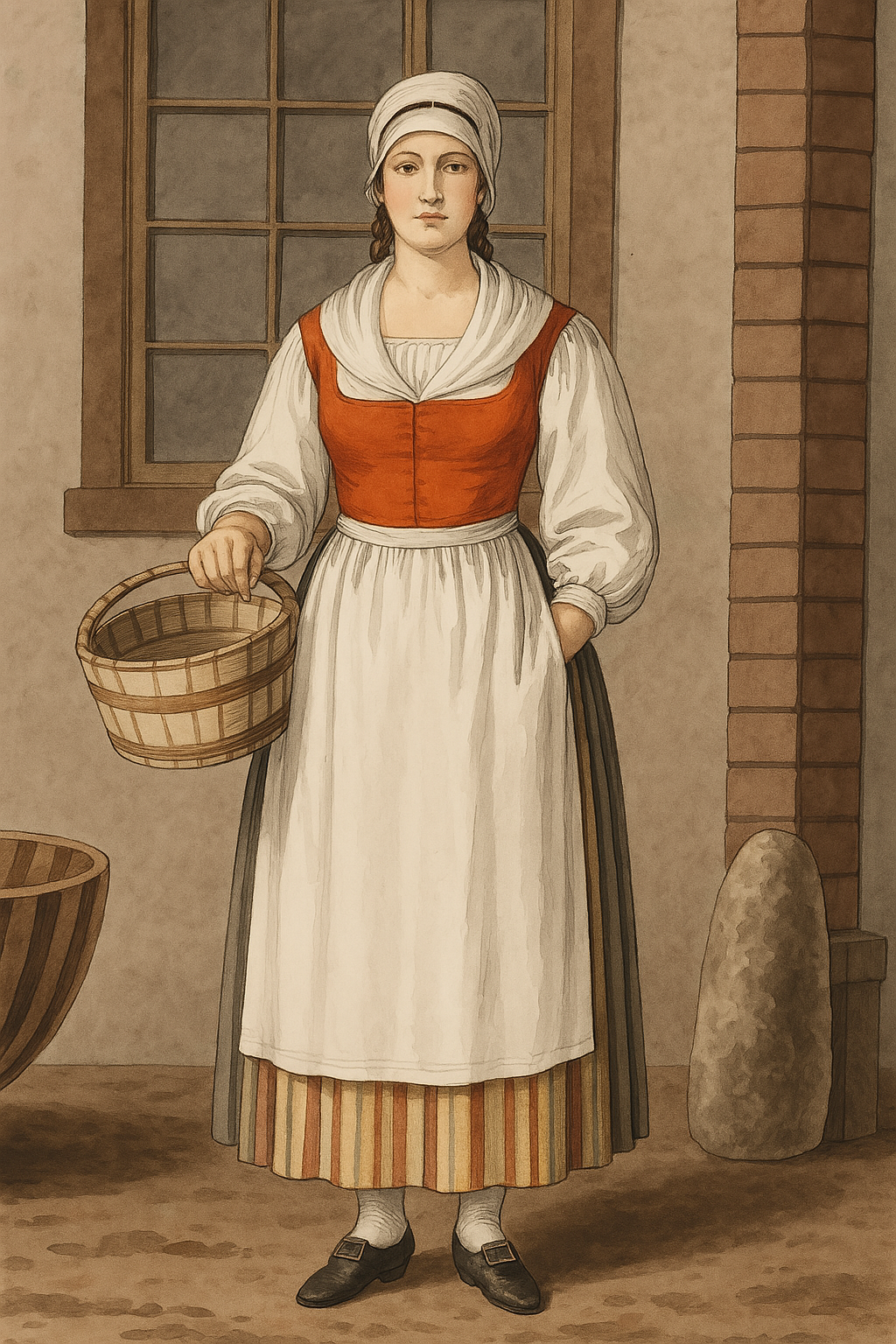
Costume traditionnel féminin d'Estavayer, qui était porté dans toute la région.
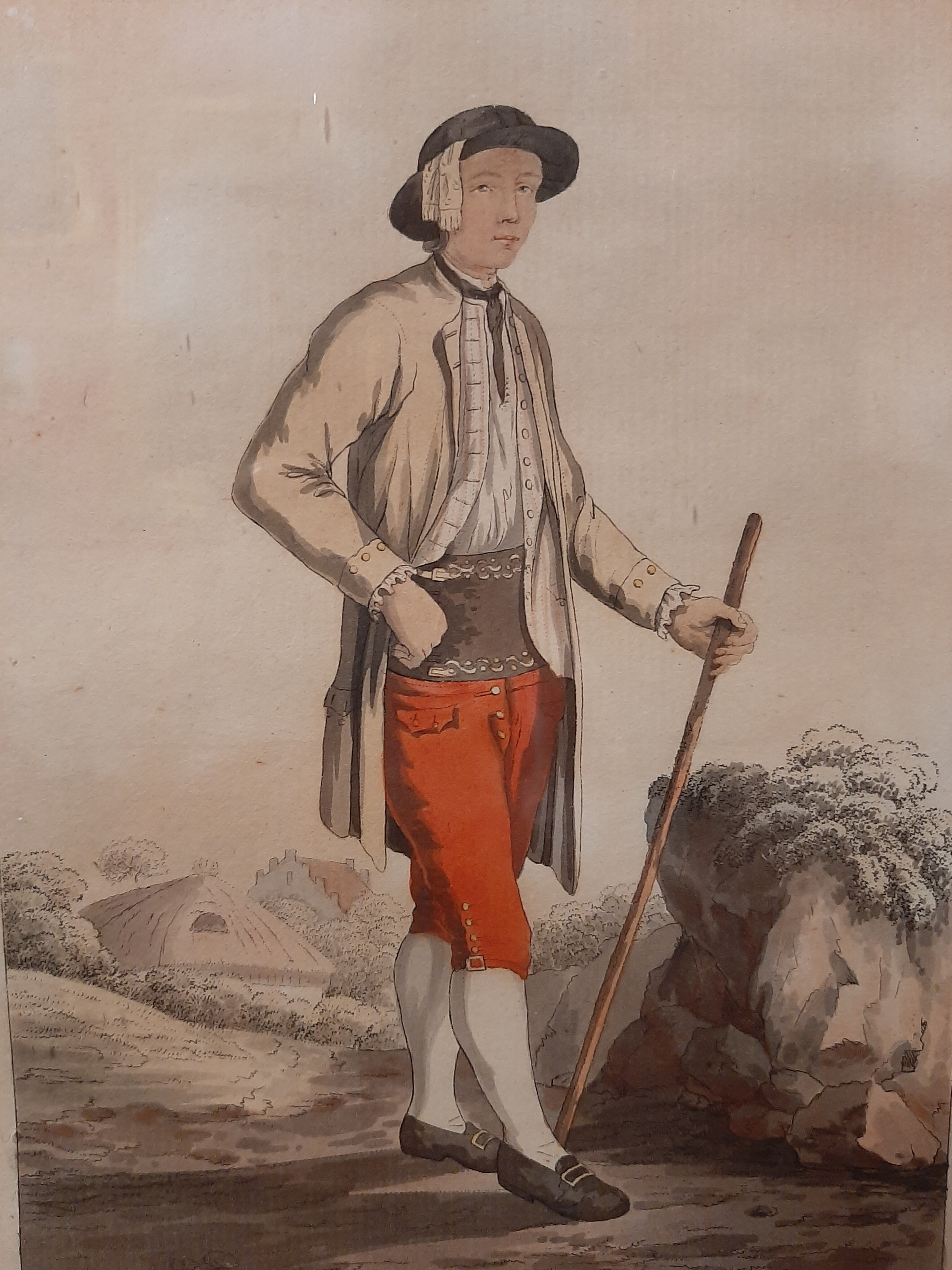
Costume masculin d'Estavayer et de la Broye.

## Armoiries
| Blason de Sévaz | Blason  | D'azur à deux colonnes d'argent au chef du dernier chargé de trois roses de gueules boutonnées d'or et feuillées de sinoples. |
| Blason de Sévaz | Détails | Les deux colonnes représentent les armes de la maison du Grand-St-Bernard en Valais, d'où sont issus les chanoines fondateurs des premières habitations de Sévaz. Les trois roses, elles, sont un rappel des sires d'Estavayer, anciens seigneurs de la région. Les armoiries ont été adoptées en 1928. |